# Saint-Michel-sur-Ternoise
Saint-Michel-sur-Ternoise là một xã ở tỉnh Pas-de-Calais, vùng Hauts-de-France, Pháp.

## Địa lý
Saint-Michel-sur-Ternoise nằm hai bên bờ sông Ternoise, cự ly khoảng 24 dặm (39 km) phía tây Arras, tại giao lộ của các tuyến đường D8 và D85.

## Dân số
| 1962                                                         | 1968 | 1975 | 1982 | 1990 | 1999 | 2006 |
| ------------------------------------------------------------ | ---- | ---- | ---- | ---- | ---- | ---- |
| 652                                                          | 783  | 935  | 933  | 926  | 943  | 959  |
| Số liệu điều tra dân số từ năm 1962, dân số chỉ tính một lần |      |      |      |      |      |      |

## Địa điểm nổi bật
- Nhà thờ St.Michel, thế kỷ 16.